# Saturn Award für den besten Independentfilm
Folgende Filme haben den Saturn Award für den besten Independentfilm gewonnen:
| Jahr | Film                      | Weitere Nominierungen |
| ---- | ------------------------- | --- |
| 2013 | Killer Joe                | Compliance Hitchcock The Paperboy Robot & Frank Journey of Love – Das wahre Abenteuer ist die Liebe Auf der Suche nach einem Freund fürs Ende der Welt |
| 2014 | 12 Years a Slave          | Große Erwartungen Inside Llewyn Davis The Invisible Woman Auge um Auge Upside Down                                                                     |
| 2015 | Whiplash                  | Grand Piano – Symphonie der Angst I Origins – Im Auge des Ursprungs A Most Violent Year The One I Love Die zwei Gesichter des Januars                  |
| 2016 | Raum                      | 99 Homes – Stadt ohne Gewissen Bone Tomahawk Cop Car Experimenter Trumbo                                                                               |
| 2017 | La La Land                | Eye in the Sky Lion – Der lange Weg nach Hause The Ones Below – Das Böse unter uns Remember Wo die wilden Menschen jagen                               |
| 2018 | Wunder                    | I, Tonya LBJ Lucky Professor Marston & The Wonder Women Super Dark Times Wonderstruck                                                                  |
| 2019 | Mandy                     | American Animals Anna und die Apokalypse The Man Who Killed Hitler and then The Bigfoot Ophelia Summer of 84 The Tomorrow Man                          |
| 2021 | Encounter                 | Angel of Mine The Aeronauts Die Farbe aus dem All Freaks – Sie sehen aus wie wir Palm Springs Possessor                                                |
| 2022 | Dual                      | Alice Dream Horse Gold Mass Watcher |
| 2024 | Pearl                     | Aporia Brooklyn 45 Fall – Fear Reaches New Heights A Great Place to Call Home The Tutor                                                                |
| 2025 | Late Night with the Devil | Dream Scenario MaXXXine The Substance Thelma – Rache war nie süßer The Thicket                                                                         |